# Felix Seiler (Regisseur)
Felix Seiler (* 1983 in Stuttgart) ist ein deutscher Theaterregisseur.

## Leben
Seiler studierte Musiktheater-Regie an der Theaterakademie Hamburg und arbeitete als Regieassistent und Spielleiter zunächst an der Staatsoper Hannover und anschließend mehrere Spielzeiten an der Komischen Oper Berlin. Seine Arbeit dort führte ihn auch zur Opera Australia an das Sydney Opera House, an die English National Opera, zum Edinburgh International Festival und an das Royal Opera House Covent Garden London.
Felix Seiler ist Alumnus der „Akademie Musiktheater Heute“ der Deutschen Bank Stiftung und stand 2011 im Semi-Finale des Ring Awards in Graz sowie 2015 im Finale des Europäischen Opernregiepreises in Madrid.
Eigene Regiearbeiten verwirklichte er u. a. an der Deutschen Oper am Rhein, der Komischen Oper Berlin, der Tischlerei der Deutschen Oper Berlin, am Staatstheater Braunschweig, am Stadttheater Bremerhaven, am Theater für Niedersachsen in Hildesheim, am Theater Osnabrück, am Landestheater Coburg, am Theater Heidelberg, am Staatstheater Cottbus, am Theater Magdeburg und an der Staatsoper Hannover.
In der Spielzeit 2023/24 inszenierte er am Staatstheater Braunschweig die Rossini-Oper Der Barbier von Sevilla und an der Deutschen Oper am Rhein das Musical Anatevka.